# Gebo et l'Ombre
Pour plus de détails, voir Fiche technique et Distribution.
Gebo et l'Ombre est un film dramatique franco-portugais réalisé par Manoel de Oliveira, sorti en 2012.
Le film est présenté hors compétition à la Mostra de Venise 2012, son réalisateur avait 104 ans.

## Synopsis
Un père et sa femme sont affligés de la mort de leur fils. Un désespoir en boule de neige, constellée de plaintes. Au cours d'une soirée, ils pensent l'accueillir. Se trouve avec eux la femme du défunt. Sont échangées alors des paroles sur les buts et façons de « vivre » ou de ne pas trop « ma vivre » des uns et des autres. Pour les vivants, face au désespoir, on a recours au devoir, celui-là même qui aidera le père à créer la réalité d'être un voleur à la place de son fils.

## Fiche technique
- Titre français : Gebo et l'ombre
- Titre portugais : O Gebo e a sombra
- Réalisation : Manoel de Oliveira
- Scénario : Manoel de Oliveira d'après la pièce de Raul Brandão
- Décors : Christian Marti
- Photographie : Renato Berta
- Montage : Valérie Loiseleux
- Production : Antoine de Clermont-Tonnerre, Martine de Clermont-Tonnerre et Luís Urbano
- Pays d'origine :  Portugal /  France
- Format : couleur
- Genre : drame
- Durée : 91 minutes
- Dates de sortie 
  - Italie : 5 septembre 2012 (Mostra de Venise)
  - France : 26 septembre 2012

## Distribution
- Michael Lonsdale : Gebo
- Claudia Cardinale : Doroteia
- Jeanne Moreau : Candidinha
- Ricardo Trêpa : João
- Leonor Silveira : Sofia
- Luís Miguel Cintra : Chamiço

## Distinctions

### Nominations et sélections
- Festival international du film de Vancouver 2013